# Jarmucká kultura

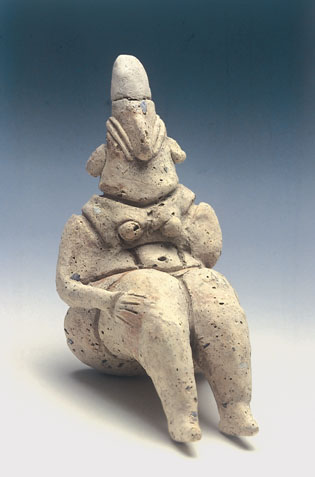
Figurka bohyně, Ša'ar ha-Golan

Jarmucká kultura je neolitická kultura v Levantu. Je to první keramická kultura na území Izraele a jedna z nejstarších v celém Levantě. Je pojmenována podle řeky Jarmuk, která protéká vedle hlavního naleziště u kibucu Ša'ar ha-Golan na úpatí Golanských výšin.

## Ša'ar ha-Golan
První jarmucké osídlení bylo nalezeno ve 30. letech 20. století v Megidu, ale nebylo identifikováno jako svébytná neolitická kultura. Až roku 1949 prof. Moše Štekelis při vykopávkách na severním břehu Jarmuku u Ša'ar ha-Golan jako první rozpoznal její jedinečnost. Lokalita je datována do let 6400–6000 př. n. l. (7. tisíciletí př. n. l.) a její velikost je asi 20 hektarů, což by bylo jedno z největších sídel té doby na světě.
Vykopávky Hebrejské univerzity prováděly dvě expedice - Štekelisova (1949–1952) a Josefa Garfinkela (1989–90, 1996–2004), která objevila základy velikých budov (250 až 700 m²). Tyto budovy rozdělovaly ulice, jež jsou dokladem komunitního stavebního plánu. Byla vykopána hlavní ulice asi tři metry široká a dlážděná, která je jednou z nejstarších dochovaných ulic na světě.

## Galerie

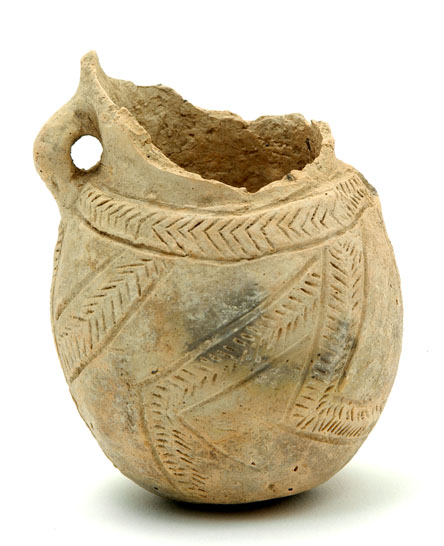
Keramická nádoba, Ša'ar ha-Golan.
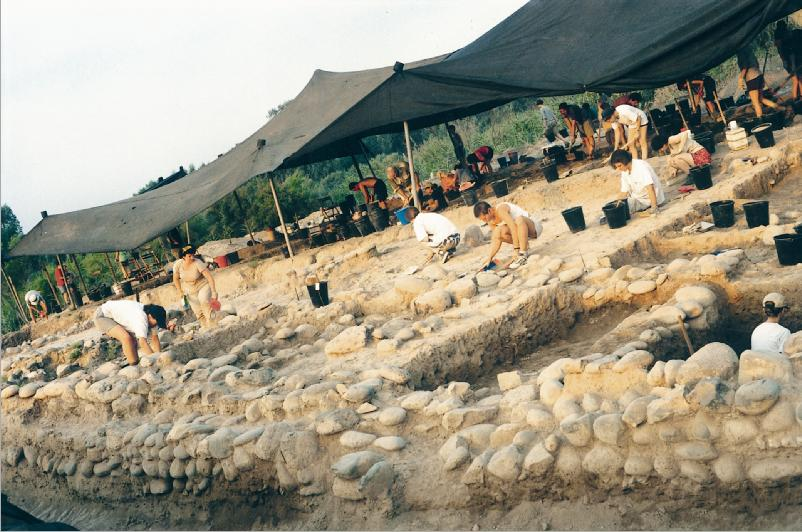
Ša'ar ha-Golan, vykopávky 1998
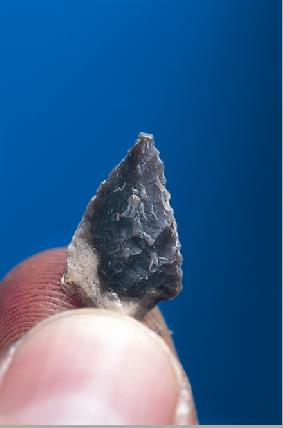
Ša'ar ha-Golan, hrot šípu
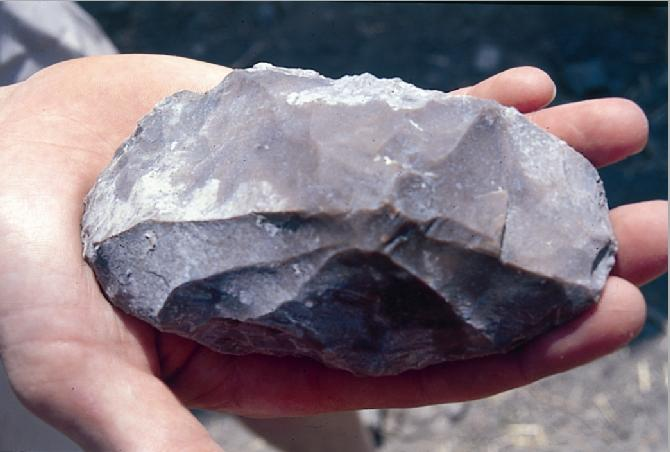
Ša'ar ha-Golan, pazourek
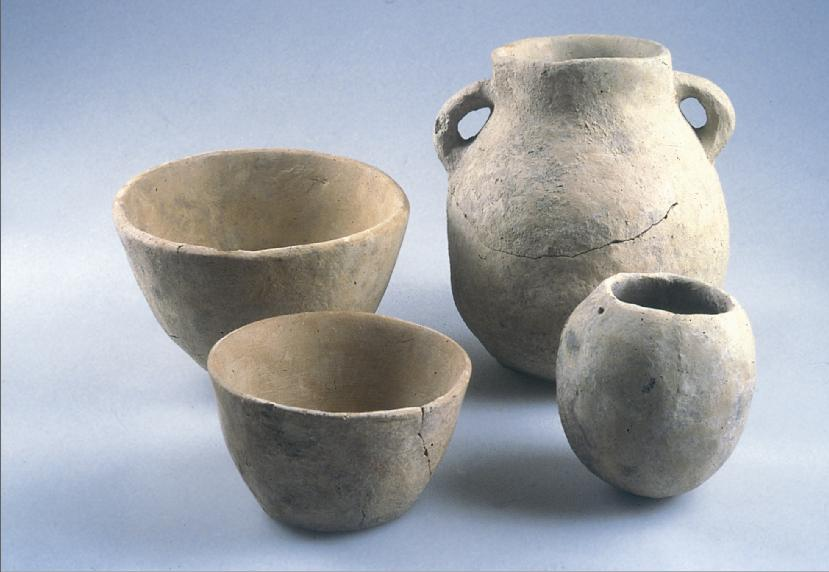
Ša'ar ha-Golan, keramika
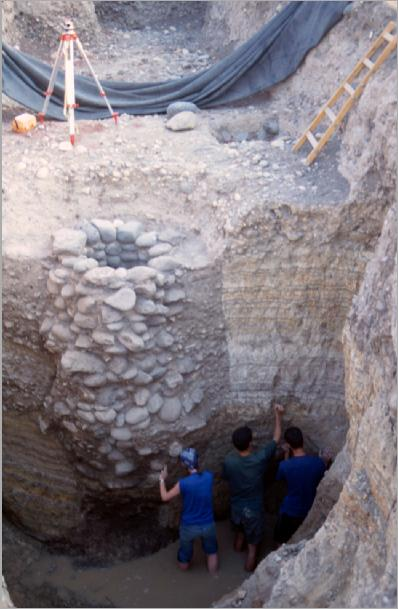
Ša'ar ha-Golan, studna
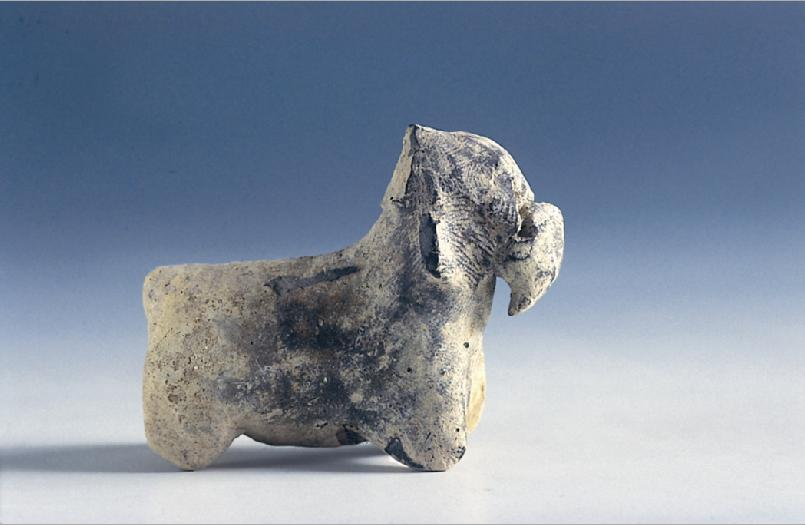
Ša'ar ha-Golan, zvířecí figurka
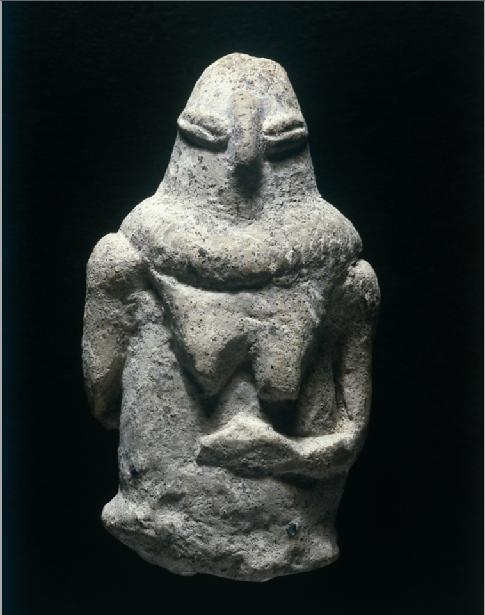
Ša'ar ha-Golan, figurka
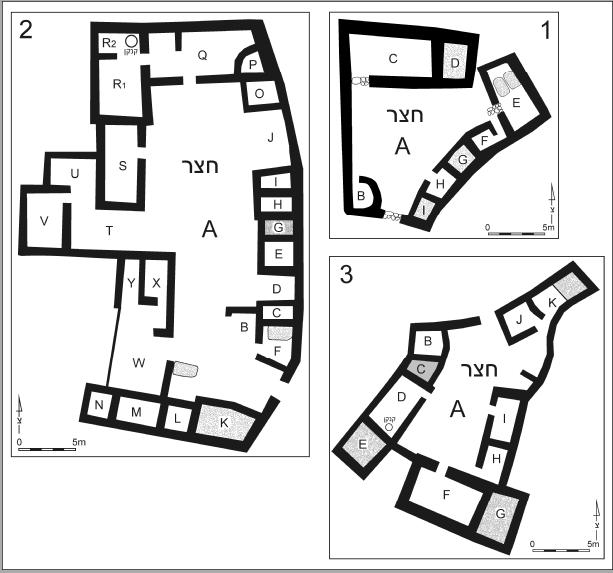
Ša'ar ha-Golan, budovy